# Cook Islands First Party
Il Cook Islands First Party (originariamente conosciuto come Demo Tumu Party) è stato un partito politico delle Isole Cook.

## Storia
Il partito, originariamente una fazione interna del Partito Democratico sosteneva il primo ministro Robert Woonton invece che Terepai Maoate. Alle elezioni del 2004 i Democratici conquistarono una netta maggioranza, senza però avere i numeri per governare. Il 15 novembre 2004, Woonton annunciò l'imminente formazione di una coalizione di governo con il partito d'opposizione, il Cook Islands Party, con se stesso come Primo Ministro. Ciò innescò un'aspra lotta all'interno dei Democratici, che alla fine portò all'espulsione di Woonton e del ministro della Salute, Peri Vaevae Pare. Il 1º dicembre 2004, Woonton risposè creando un suo partito, il Demo Tumu Party.
Inizialmente il partito era composto da 4 parlamentari: Woonton, Pare, l'allora ministro dell'Istruzione Jim Marurai e i sostenitori democratici Teenui Mapumai e Poko Simpson. Il partito governò con il Cook Islands Party, grazie al sostegno del deputato indipendente Piho Rua, prima con Woonton, che però si dovette dimettere e poi con il vice di Woonton, Jim Marurai che lo sostituì come primo ministro.
L'accordo di coalizione venne sciolto nel settembre 2005 e il Cook Islands First Party confluì nel Partito Democratico l'anno successivo.